# Темешешть (Арад)
Темешешть, Темешешті (рум. Temeșești) — село у повіті Арад в Румунії. Входить до складу комуни Севиршин.
Село розташоване на відстані 348 км на північний захід від Бухареста, 74 км на схід від Арада, 129 км на південний захід від Клуж-Напоки, 86 км на схід від Тімішоари.

## Населення
За даними перепису населення 2002 року у селі проживали 146 осіб, усі — румуни. Усі жителі села рідною мовою назвали румунську.